# Rimantas Dijokas
Rimantas Dijokas (* 21. April 1956 in Magadan, Sowjetunion) ist ein litauischer Politiker, Bürgermeister von Utena.

## Leben
1968 kam er nach Litauen und nach dem Abitur 1973 an der 3. Mittelschule Utena studierte er im Bautechnikum Vilnius, von 1974 bis 1976 leistete den Pflichtdienst in der Sowjetarmee. 1978 absolvierte das Bautechnikum in Vilnius und wurde Bautechniker. Von 1988 bis 1994 absolvierte er das Diplomstudium des Bauingenieurwesens an der Baufakultät der Vilniaus Gedimino technikos universitetas. Von 1995 bis 1997 war er Bürgermeister von Utena, von 1997 bis 2000 Leiter von Bezirk Utena, von 2000 bis 2006 Marketing-Leiter im Unternehmen UAB „Liutagras“, seit 2007 Technikdirektor bei AB „Utenos melioracija“.
Seit 1993 ist er Mitglied der Tėvynės sąjunga – Lietuvos krikščionys demokratai.